# Gowainghat
Gowainghat (en bengali : গোয়াইনঘাট) est une upazila du Bangladesh dans le district de Sylhet. En 2001, on y dénombrait 207 170 habitants.